# Числа Серпінського
Числом Серпінського називається таке непарне натуральне число k, що для довільного натурального n число {\displaystyle k\cdot 2^{n}+1} є складеним.
Якщо, натомість, елементи множини з тими ж властивостями мають форму {\displaystyle k\cdot 2^{n}-1}, числа k називаються числами Різеля.

## Відомі числа Серпінського
Послідовність відомих чисел Серпінського починається так:
78557, 271129, 271577, 322523, 327739, 482719, 575041, 603713, 903983, 934909, 965431, 1259779, 1290677, 1518781, 1624097, 1639459, 1777613, 2131043, 2131099, 2191531, 2510177, 2541601, 2576089, 2931767, 2931991, … послідовність A076336 з Онлайн енциклопедії послідовностей цілих чисел, OEIS.
Те, що 78557 є числом Серпінського, довів Джон Селфрідж 1962 року. Він показав, що кожне число виду {\displaystyle 78557\cdot 2^{n}+1} ділиться принаймні на одне з чисел покриваючої множини {3, 5, 7, 13, 19, 37, 73}. Аналогічно, 271129 також є числом Серпінського: кожне число виду {\displaystyle 271129\cdot 2^{n}+1} ділиться принаймні на одне число з покриваючої множини {3, 5, 7, 13, 17, 241}. Усі відомі числа Серпінського мають подібні множини.

## Проблема Серпінського
Задача пошуку мінімального числа Серпінського відома як проблема Серпінського.
1967 року Селфрідж і Серпінський припустили, що найменшим числом Серпінського є 78557. Для доведення цієї гіпотези достатньо показати, що всі менші непарні числа не є числами Серпінського. Станом на листопад 2018 року це твердження залишалося довести для п'яти чисел:
21181, 22699, 24737, 55459 і 67607.
У проєкті добровільних розподілених обчислень PrimeGrid для кандидатів на числа Серпінского перевіряють на простоту числа {\displaystyle k\cdot 2^{n}+1} для всіх k, що залишаються.
У жовтні 2016 року було вилучено кандидата k = 10223: у PrimeGrid знайшли просте число {\displaystyle 10223\times 2^{31172165}+1}. Це число складається з 9 383 761 цифр.